# Ariadna (género)
Ariadna é um género de aranhas da família das Segestriidae.

## Espécies
A base de dados do World Spider Catalog aceita como validamente descritas as seguintes espécies:
- Ariadna abrilae Grismado, 2008 – Chile;
- Ariadna algarvensis Wunderlich, 2011 – Portugal;
- Ariadna araucana Grismado, 2008 – Chile;
- Ariadna arthuri Petrunkevitch, 1926 – USA, Índias Ocidentais;
- Ariadna ashantica Strand, 1916 – Gana;
- Ariadna barbigera Simon, 1905 – ilhas Chatham;
- Ariadna bellatoria Dalmas, 1917 – Nova Zelândia;
- Ariadna bicolor (Hentz, 1842) – América do Norte
- Ariadna bilineata Purcell, 1904 – Sul da África
- Ariadna boesenbergi Keyserling, 1877 – Brasil, Uruguai, Argentina
- Ariadna boliviana Simon, 1907 – Bolívia, Brasil
- Ariadna brevispina Caporiacco, 1947 – Tanzânia
- Ariadna brignolii Wunderlich, 2011 – Itália
- Ariadna burchelli (Hogg, 1900) – Victoria
- Ariadna caerulea Keyserling, 1877 – Colômbia, Equador
- Ariadna calilegua Grismado, 2008 – Argentina
- Ariadna canariensis Wunderlich, 1995 – Canárias
- Ariadna capensis Purcell, 1904 – South Africa
- Ariadna cephalotes Simon, 1907 – Peru, Bolívia, Argentina
- Ariadna changellkuk Grismado, 2008 – Chile
- Ariadna corticola Lawrence, 1952 – South Africa
- Ariadna crassipalpa (Blackwall, 1863) – Brasil
- Ariadna cyprusensis Wunderlich, 2011 – Chipre, Kos;
- Ariadna daweiensis Yin, Xu & Bao, 2002 – China
- Ariadna decatetracantha Main, 1954 – Western Australia
- Ariadna dentigera Purcell, 1904 – South Africa
- Ariadna dissimilis Berland, 1924 – New Caledonia
- Ariadna dysderina L. Koch, 1873 – Queensland
- Ariadna elaphra Wang, 1993 – China
- Ariadna europaensis Wunderlich, 2011 – Itália
- Ariadna exuviaque Wunderlich, 2011 – Mallorca
- Ariadna gallica Wunderlich, 2012 – França
- Ariadna gracilis Vellard, 1924 – Peru, Brasil
- Ariadna gryllotalpa (Purcell, 1904) – South Africa
- Ariadna hottentotta Purcell, 1908 – South Africa
- Ariadna inops Wunderlich, 2011 – Portugal
- Ariadna insidiatrix Audouin, 1826T – Bacia do Mediterrâneo;
- Ariadna insularis Purcell, 1908 – South Africa
- Ariadna insulicola Yaginuma, 1967 – China, Coreia, Japão;
- Ariadna ionica O. Pickard-Cambridge, 1873 – Grécia
- Ariadna isthmica Beatty, 1970 – Nicarágua, Panamá
- Ariadna javana Kulczyński, 1911 – Java
- Ariadna jubata Purcell, 1904 – South Africa
- Ariadna karrooica Purcell, 1904 – South Africa
- Ariadna kibonotensis Tullgren, 1910 – Tanzânia
- Ariadna kisanganensis Benoit, 1974 – Congo
- Ariadna kolbei Purcell, 1904 – South Africa
- Ariadna laeta Thorell, 1899 – Cameroon, Príncipe
- Ariadna lateralis Karsch, 1881 – China, Korea, Taiwan, Japan
- Ariadna lebronneci Berland, 1933 – Marquesas Islands
- Ariadna levii Grismado, 2008 – Chile
- Ariadna levyi Wunderlich, 2011 – Israel
- Ariadna lightfooti Purcell, 1904 – South Africa
- Ariadna maderiana Warburton, 1892 – ilha da Madeira, ilhas Selvagens;
- Ariadna major Hickman, 1929 – Tasmânia
- Ariadna maroccana Wunderlich, 2011 – Marrocos
- Ariadna masculina Lawrence, 1928 – Namíbia
- Ariadna maxima (Nicolet, 1849) – Chile, Argentina, Juan Fernandez Islands
- Ariadna mbalensis Lessert, 1933 – Angola
- Ariadna meruensis Tullgren, 1910 – Tanzânia
- Ariadna mollis (Holmberg, 1876) – Brasil, Uruguai, Argentina
- Ariadna montana Rainbow, 1920 – Lord Howe Islands
- Ariadna monticola Thorell, 1897 – Myanmar
- Ariadna multispinosa Bryant, 1948 – Hispaniola
- Ariadna murphyi (Chamberlin, 1920) – Peru
- Ariadna muscosa Hickman, 1929 – Tasmania
- Ariadna natalis Pocock, 1900 – South Africa, Christmas Islands
- Ariadna nebulosa Simon, 1906 – India
- Ariadna neocaledonica Berland, 1924 – New Caledonia
- Ariadna obscura (Blackwall, 1858) – Brazil
- Ariadna octospinata (Lamb, 1911) – Queensland
- Ariadna oreades Simon, 1906 – Sri Lanka
- Ariadna papuana Kulczyński, 1911 – New Guinea
- Ariadna pectinella Strand, 1913 – Central Africa
- Ariadna pelia Wang, 1993 – China
- Ariadna perkinsi Simon, 1900 – Hawaii
- Ariadna pilifera O. Pickard-Cambridge, 1898 – USA, México
- Ariadna pragmatica Chamberlin, 1924 – México
- Ariadna pulchripes Purcell, 1908 – South Africa
- Ariadna rapinatrix Thorell, 1899 – Cameroon, Príncipe
- Ariadna ruwenzorica Strand, 1913 – Central Africa
- Ariadna sansibarica Strand, 1907 – Zanzibar
- Ariadna scabripes Purcell, 1904 – South Africa
- Ariadna segestrioides Purcell, 1904 – South Africa
- Ariadna segmentata Simon, 1893 – Tasmania
- Ariadna septemcincta (Urquhart, 1891) – New Zealand
- Ariadna similis Purcell, 1908 – South Africa
- Ariadna snellemanni (van Hasselt, 1882) – Samatra, Krakatau, Filipinas;
- Ariadna solitaria Simon, 1891 – St. Vincent
- Ariadna taprobanica Simon, 1906 – Sri Lanka;
- Ariadna tarsalis Banks, 1902 – Peru, Galapagos Islands
- Ariadna thyrianthina Simon, 1908 – Western Australia;
- Ariadna tovarensis Simon, 1893 – Venezuela;
- Ariadna tubicola Simon, 1893 – Venezuela;
- Ariadna umtalica Purcell, 1904 – South Africa
- Ariadna ustulata Simon, 1898 – Seychelles;
- Ariadna viridis Strand, 1906 – Namíbia;
- Ariadna weaveri Beatty, 1970 – México.